# Мелвилл (тауншип, Миннесота)
Ме́лвилл (англ. Melville) — тауншип в округе Ренвилл, Миннесота, США. На 2000 год его население составило 242 человека.

## География
По данным Бюро переписи населения США площадь тауншипа составляет 94,1 км², из которых 94,1 км² занимает суша, водоёмов нет.

## Демография
По данным переписи населения 2000 года здесь находились 242 человека, 94 домохозяйства и 70 семей.  Плотность населения —  2,6 чел./км².  На территории тауншипа расположено 104 постройки со средней плотностью 1,1 построек на один квадратный километр. Расовый состав населения: 100,00 % белых.
Из 94 домохозяйств в 31,9 % воспитывались дети до 18 лет, в 70,2 % проживали супружеские пары и в 25,5 % домохозяйств проживали несемейные люди. 24,5 % домохозяйств состояли из одного человека, при том 10,6 % из — одиноких пожилых людей старше 65 лет. Средний размер домохозяйства — 2,57, а семьи — 3,09 человека.
27,7 % населения — младше 18 лет, 3,7 % — в возрасте от 18 до 24 лет, 28,5 % — от 25 до 44, 22,7 % — от 45 до 64, и 17,4 % — старше 65 лет. Средний возраст — 39 лет. На каждые 100 женщин приходилось 106,8 мужчин.  На каждые 100 женщин старше 18 приходилось 121,5 мужчин.
Средний годовой доход домохозяйства составлял 40 893 доллара, а средний годовой доход семьи —  50 000 долларов. Средний доход мужчин —  33 125  долларов, в то время как у женщин — 32 917. Доход на душу населения составил 18 676 долларов. За чертой бедности находились 5,6 % семей и 5,7 % всего населения тауншипа, из которых 5,9 % младше 18 лет.